# Sue Vertue
Susan Nicola Vertue, född 21 september 1960 i Surrey är en brittisk TV- och filmproducent.

## Utmärkelser
Vertue har bland annat vunnit BAFTA:s pris för "Best Drama Series" med Sherlock 2011.

## Filmografi i urval
- 1991–1995 – Mr. Bean (TV-serie) - producent
- 1994–1998 – Ett herrans liv (TV-serie) - producent
- 1995 – Full Throttle (TV-film) - producent
- 2000–2004 – Coupling (TV-serie) - producent
- 2004–2005 – Carrie & Barry (TV-serie) - producent
- 2005–2006 – Supernova (TV-serie) - exekutiv producent
- 2010–2017 – Sherlock (TV-serie) - exekutiv producent
- 2020 – Dracula (TV-serie) - exekutiv producent
- 2022 – Inside Man (TV-serie) - exekutiv producent
- 2022 – The Time Traveler's Wife (TV-serie) - exekutiv producent
- 2022–2024 – The Devil's Hour (TV-serie) - exekutiv producent
- 2024 – Douglas Is Cancelled (TV-serie) - exekutiv producent